# Rastawiecki (herb baronowski)

Rastawiecki Baron – polski herb baronowski, odmiana herbu Sas, nadany wraz z tytułem w Galicji.

## Opis herbu
Opis stworzony zgodnie z klasycznymi zasadami blazonowania:
W polu błękitnym półksiężyc srebrny, nad którego rogami po jednej gwieździe złotej, między nimi wsparta na półksiężycu strzała brązowa o upierzeniu czerwonym. Nad tarczą korona baronowska opleciona sznurem pereł, nad którą trzy hełm w koronie, z której klejnot: pięć piór pawich przeszytych strzałą jak w godle, w lewo. Labry prawe błękitne podbite srebrem, lewe czerwone podbite złotem.

## Najwcześniejsze wzmianki
Nadany z tytułem baronowskim (hochgeboren, freiherr von) 13 grudnia 1781 Andrzejowi Rastawieckiemu. Podstawami nadania tytułu były: patent szlachecki z 1775, piastowanych urząd wiceregenta sądowego grodzkiego brańskiego i dokumenty oryginalne oraz posiadane dobra Dołhobyczów i zasługi dla domu cesarskiego.

## Herbowni
Jedna rodzina herbownych:
freiherr von Rastawiecki.